# Dymasius minor
Dymasius minor är en skalbaggsart som beskrevs av Charles Joseph Gahan 1906. Dymasius minor ingår i släktet Dymasius och familjen långhorningar. Inga underarter finns listade i Catalogue of Life.